# CMSimple
CMSimple é um sistema de gerenciamento de conteúdo livre. Simples, pequeno e rápido. Escrito em PHP funciona em ambiente Linux/Apache, ou em Win32 com Apache ou IIS.
CMSimple não necessita de base de dados, pois grava seus dados em uma página html no servidor, isto simplifica a instalação.